# Чжан Юйфей (плавчиня)
Чжан Юйфей (19 квітня 1998) — китайська плавчиня, дворазова олімпійська чемпіонка та срібна призерка Олімпійських ігор 2020 року.
Призерка Чемпіонату світу з водних видів спорту 2015, 2017, 2022 років.
Призерка та чемпіонка Чемпіонату світу з плавання на короткій воді 2014, 2016, 2018, 2021 років.
Переможниця Азійських ігор 2014, 2018 років. 

## Виступи на Олімпійських іграх
| Олімпіада           | Дисципліна                               | Місце |
| ------------------- | ---------------------------------------- | ----- |
| Ріо-де-Жанейро 2016 | 200 метрів батерфляєм                    | 6     |
| Токіо 2020          | 50 метрів вільним стилем                 | 8     |
| Токіо 2020          | 100 метрів батерфляєм                    | 2     |
| Токіо 2020          | 200 метрів батерфляєм                    | 1     |
| Токіо 2020          | естафета 4x200 метрів вільним стилем     | 1     |
| Токіо 2020          | естафета 4x100 метрів комплексом         | 4     |
| Токіо 2020          | змішана естафета 4x100 метрів комплексом | 2     |